# Кутбертово Евангелие
Ку́тбертово Ева́нгелие (англ. St Cuthbert Gospel или St Cuthbert Gospel of St John) — англосаксонская рукописная книга (список Евангелия от Иоанна на латинском языке), датированная VIII веком нашей эры. Экспонируется Британской библиотекой (каталожное обозначение Additional MS 89000) как старейший неповреждённый экземпляр европейской книги. Рукопись включает 94 листа веллума карманного формата (138 × 92 мм) без сложных инициалов и миниатюр, сохранился оригинальный деревянный переплёт, обтянутый красной кожей.
По преданию, книга принадлежала святому Кутберту из Линдисфарна; после его кончины в 687 году рукопись была помещена в гробницу. Исследования, выполненные в 2010-е годы, показали, что рукопись была создана примерно на полвека позже, и была вотивным предметом для помещения в гробницу святого, вероятно, созданным в монастыре Монкуирмут—Джарроу. В 1104 году гробница святого была вскрыта для перемещения мощей в Даремский собор, при этом была обретена и рукопись Евангелия. Далее в судьбе рукописи следует большой недокументированный период. Считается, что после Реформации, между 1536—1541 годами, имущество собора было секуляризировано, а рукопись продана любителям древностей. В XX веке рукопись оказалась во владении иезуитского Стонихёрстского колледжа (Ланкашир). В 1979 году Британская провинция Ордена иезуитов передала рукопись Британской библиотеке на правах долгосрочной аренды. В 2012 году рукопись окончательно приобретена библиотекой за 9 000 000 фунтов стерлингов. В сезон 2013—2014 годов Кутбертово Евангелие было попеременно выставлено для публики в Лондоне и Дареме. Далее рукопись была реставрирована и подвергнута научному изучению, вновь её планируется представить публике осенью 2018 года.

## Описание

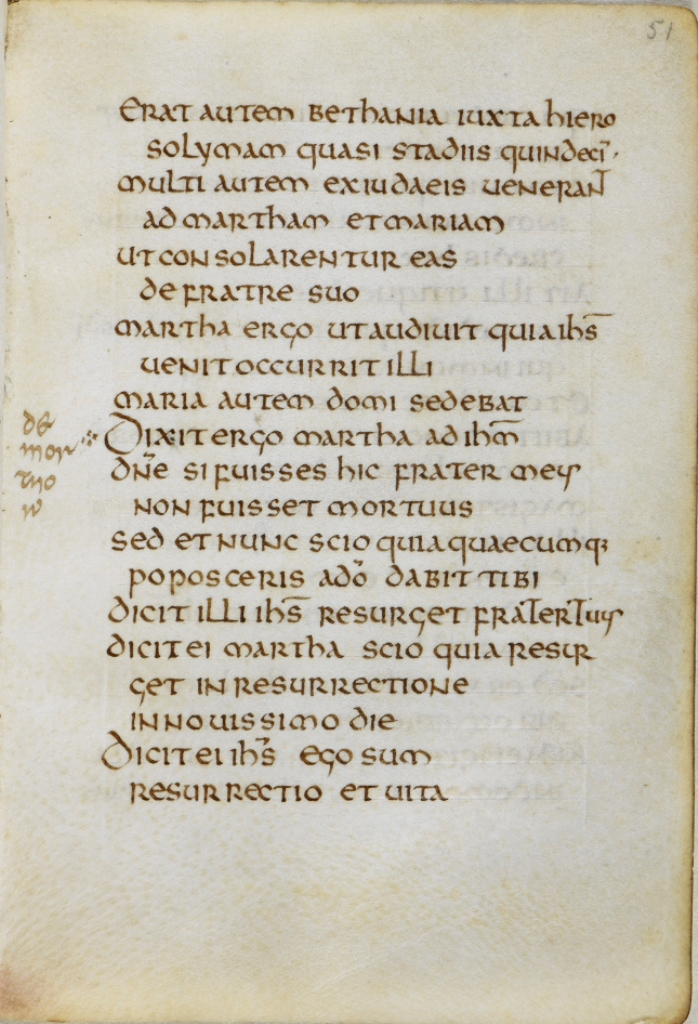
Лист 51 Евангелия с историей о Лазаре, отмеченной маргиналией для использования в заупокойной мессе

Кутбертово Евангелие написано округлым унциалом инсулярного типа. Листов из хорошо обработанного веллума двух разных сортов — 90. Кроме того, в начале кодекса вставлен лист из Даремского кадастра, а нахзац выполнен из бумаги XVIII века; они нумеруются особо, всего листов 94. Текст почти лишён украшений, за исключением чуть увеличенных заглавных букв и инициалов в разбиении Аммония. Инициалы выписаны красным, других украшений нет (помещены на листах 1r, 2v, 5r, 11r, 12v, 21v, 25v, 27r, 30v, 33v, 36v, 38v, 45v, 49v, 53v, 55v, 56v, 59v, 63r, 64v). Перед переписыванием страницы были разлинованы оборотной стороной стилуса, оставлявшем вдавленные линии. Ими отмечены только внутренние и внешние границы текста, горизонтальные строки намечены только проколами на местах пересечения с вертикальными линиями. До листа 42 текст вмещал 19 строк на страницу, далее стало 20; возможно, это было связано с нехваткой писчего материала. В тексте имеются маргиналии на листах 20v, 27r, 51r, переписанные инсулярным минускулом, а на листе 28v — почерком, переходным от унциального к минускульному.
В текстологическом отношении Евангелие включает точную и аккуратную копию Евангелия от Иоанна, относящуюся к итало-нортумбрийской семье (к последней относятся также Линдисфарнское Евангелие и Амиатинский кодекс). Предположительно, текст восходит к так называемому «Неаполитанскому Евангелию», доставленному Адрианом Кентерберийским из миссии Феодора Тарсийского из Нериды, близ Неаполя; такие сведения проводил Беда Достопочтенный. И в Амиатинском кодексе, и в Линдисфарнском Евангелии приводятся праздники местночтимых святых Неаполя, в том числе Святого Януария. Четыре места в тексте (например, на л. 51 Ин. 11:18-25) отмечены на полях, причём отрывки соответствуют заупокойной мессе из Римского лекционария VII века. В указанном примере десятая строка отмечена пометой de mortuorum.

## История находки

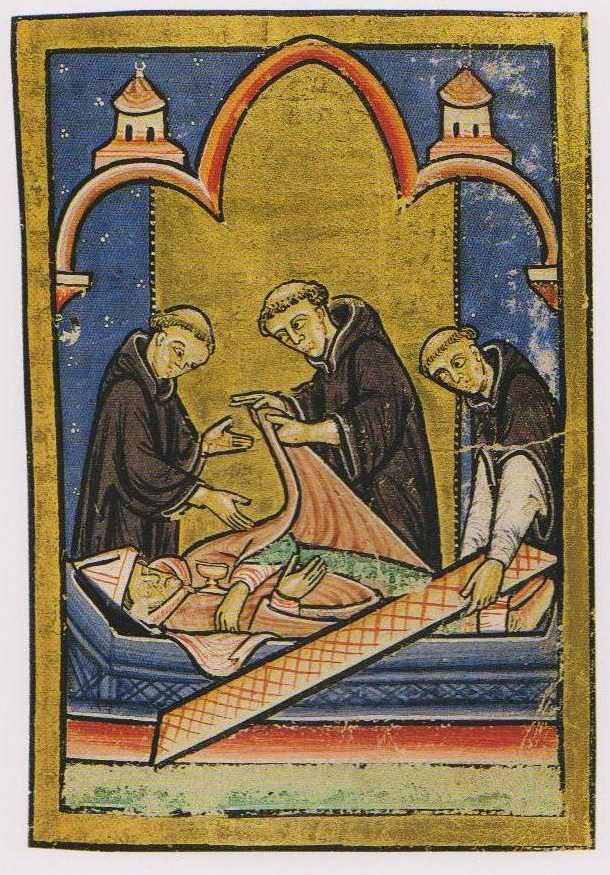
Открытие гроба Св. Кутберта, средневековая миниатюра.

Восточное побережье Великобритании и его жители в X—XI веках сильно страдали от нашествия викингов. К этому времени край уже посетили миссионеры, и здесь прочно закрепилось христианство. После очередного разбойного нашествия скандинавов жители взяли имущество и отступили в глубь территории в поисках новых плодородных земель среди скалистых фьордов. Вместе с собой забрали даже гроб святого Кутберта из погребения на острове Линдисфарн, расположенном на северо-востоке Британии. Во время осмотра гроба в 1104 году нашли небольшое Евангелие, размером чуть больше ладони взрослого человека. Оно хорошо сохранилось. Книга, получившая впоследствии название Кутбертово Евангелие, была сохранена до XX века.

## История приобретения
Евангелие Кутберта Британская библиотека арендовала еще с 1979 года, а впоследствии получила привилегию на приобретение рукописи в партнерстве с Даремским университетом. Рукопись оценили в 13 000 000 долларов. Приобретением памятника книжной культуры Западной Европы занимался Мемориальный фонд национального наследия (Великобритания). Часть денег добавили к необходимой сумме патриотически настроенные меценаты.
Книга уже оцифрована и доступна для всех желающих в режиме онлайн.